# Triptych

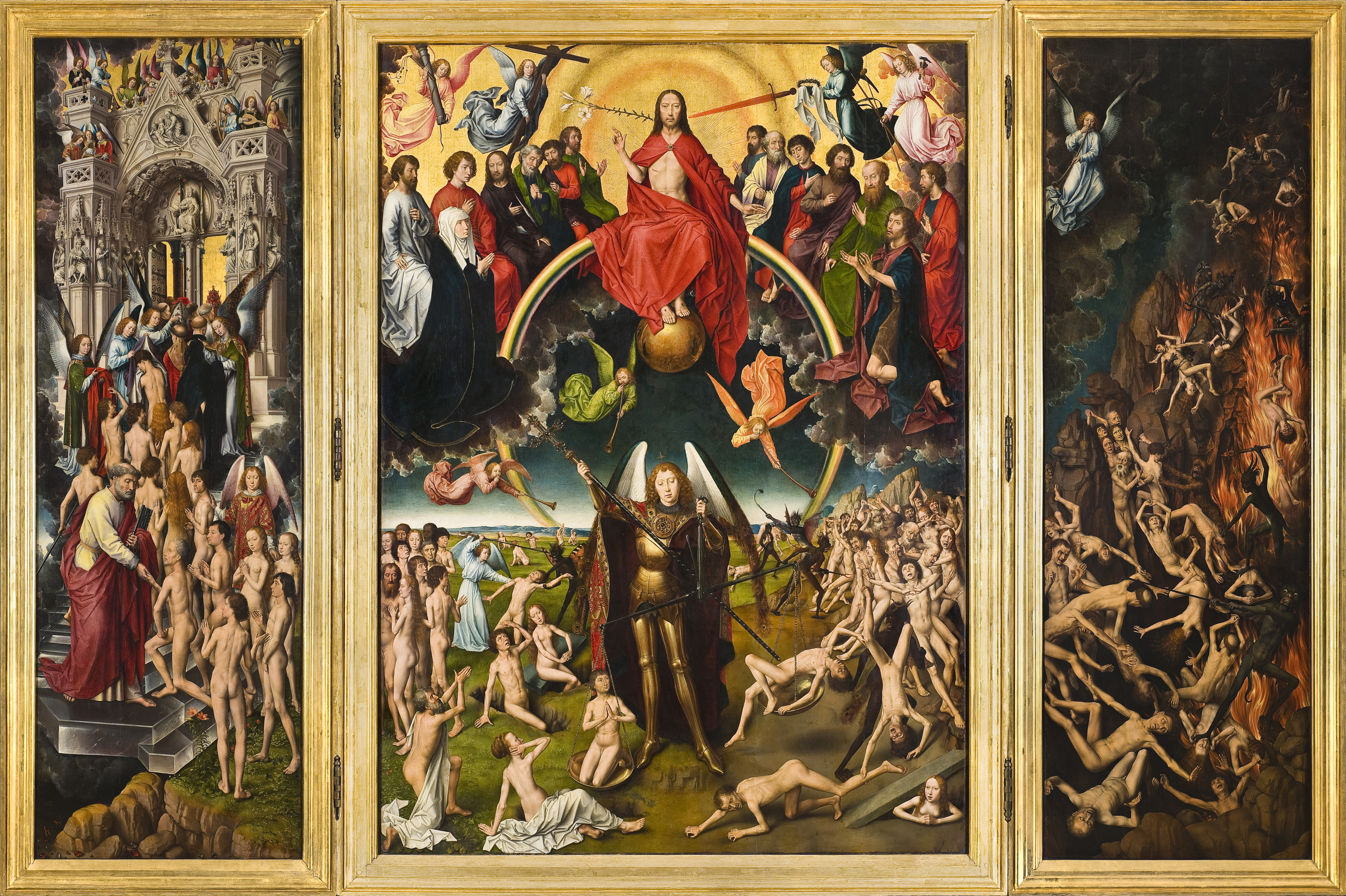
Oltářní obraz s motivem posledního soudu vyvedený jako triptych od Hanse Memlinga

Triptych (z řec. τρίπτυχον, trojitý) je označení pro umělecké dílo rozdělené na tři části. Je to typ polyptychu, označení pro díla rozdělená na více částí. Jako triptych byly zhotovovány často oltářní obrazy, kde střední část byla dominantní a instalována napevno, zatímco krajní části byly pohyblivé a případně mohly střední část zakrýt. Řadí se do deskového malířství, prováděného na panely materiálu.